# Agrodiaetus athis
Agrodiaetus athis är en fjärilsart som beskrevs av Frey 1851. Agrodiaetus athis ingår i släktet Agrodiaetus och familjen juvelvingar. Inga underarter finns listade i Catalogue of Life.